# Dornraptor
Dornraptor (il cui nome significa "ladro del Dorset") è un genere estinto di dinosauro teropode averostro, probabilmente un tetanuro derivato, vissuto nel Giurassico inferiore, circa 194–192 milioni di anni fa (Sinemuriano superiore), in quella che oggi è Charmouth, Dorset, Inghilterra. Il genere contiene una singola specie, la specie tipo D. normani, nota per un'articolazione del ginocchio e un femore frammentario inizialmente descritti da Sir Richard Owen come appartenenti al primitivo dinosauro corazzato Scelidosaurus. Dornraptor visse in quella che oggi è l'Inghilterra, insieme ad altri teropodi primitivi, come Dracoraptor e Sarcosaurus.
Dornraptor è stato descritto come proveniente dalla Formazione Blue Lias nel 2024, sebbene autori precedenti abbiano proposto una località corretta della Formazione Charmouth Mudstone.

## Storia della scoperta

Illustrazione del materiale scheletrico conosciuto di D. normani

Nel 1858, Sir Richard Owen ricevette delle ossa frammentarie della zampa di un dinosauro, scoperte da James Harrison a Charmouth, nel Dorset. Queste includevano un'articolazione del ginocchio destro, comprendente l'estremità distale articolata del femore e un terzo prossimale della tibia e del perone, e un femore sinistro parziale. Owen usò queste ossa come parte del materiale tipo del tyreophoro Scelidosaurus quando lo descrisse nel 1859. Studi successivi riconsiderarono la loro classificazione, suggerendo affinità con i teropodi primitivi all'interno di Saurischia, piuttosto che un tyreophoro primitivo all'interno di Ornithischia.
Il nome informale "Merosaurus newmani" venne coniato da Samuel Paul Welles, HP Powell e Stephan Pickering nel 1995 in un manoscritto inedito per il materiale del teropode. Carrano e Sampson (2004) proposero che l'articolazione del ginocchio articolata appartenesse probabilmente a un teropode tetanuro basale e indeterminato. Darren Naish e David Martill (2007) assegnarono anch'essi questi esemplari a Tetanurae. Nel 2010, Roger Benson suggerì che le ossa potessero essere attribuite ai Coelophysoidea, concludendo infine che entrambi gli esemplari erano teropodi indeterminati.
Nel 2024, Dornraptor normani fu formalmente descritto come un nuovo genere e specie di teropode averostro da Matthew G. Baron. Egli stabilì NHMUK (BMNH) 39496, l'articolazione del ginocchio destro, come l'esemplare olotipo. Il perone parziale originariamente descritto da Owen come appartenente a questo esemplare è andata perduta. Anche GSM 109560, il femore sinistro, è stato attribuito al genere. Il nome del genere Dornraptor combina "Dorn", una forma abbreviata dell'anglosassone Dornwaraceaster (che si riferisce alla regione inglese del Dorset) con il termine latino "raptor", che significa "ladro", frequentemente usato nei nomi dei teropodi di piccole-medie dimensioni. Il nome della specie, normani, rende omaggio al paleontologo britannico David B. Norman.

## Descrizione

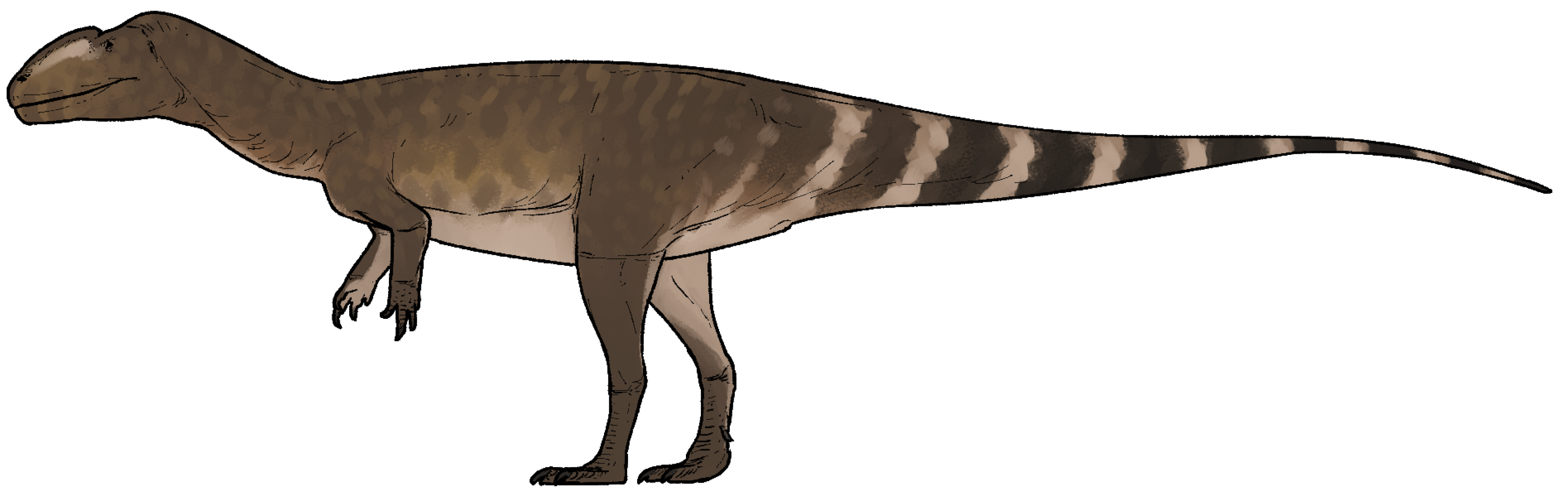
Ricostruzione artistica speculativa basata su taxa correlati

Dornraptor si distingue dagli altri teropodi per una grande cicatrice lungo il lato mediale dell'estremità distale del femore, una cresta distale mediale e un prominente trocantere anteriore separato dalla testa da una fessura. Inoltre, possiede una piattaforma trocanterica poco profonda e un foro sulla superficie anteriore del femore. Il suo femore presenta anche un profondo solco anteriore tra i condili articolari e un condilo mediale con diametro anteroposteriore simile alla larghezza della superficie articolare. Dornraptor presenta una cresta cnemiale allungata che si estende prossimalmente oltre i condili mediale e laterale, insieme a una pronunciata cresta fibulare che si estende fino all'estremità prossimale della tibia. Il lato laterale della tibia presenta una cresta netta parallela alla cresta fibulare, formando una distinta protuberanza distale. Inoltre, l'estremità prossimale della tibia mostra una cresta separata, non collegata alla cresta fibulare, e una fessura evidente tra i condili posteriori. Infine, il condilo laterale della tibia forma un angolo acuto se visto dal lato mediale.

## Classificazione

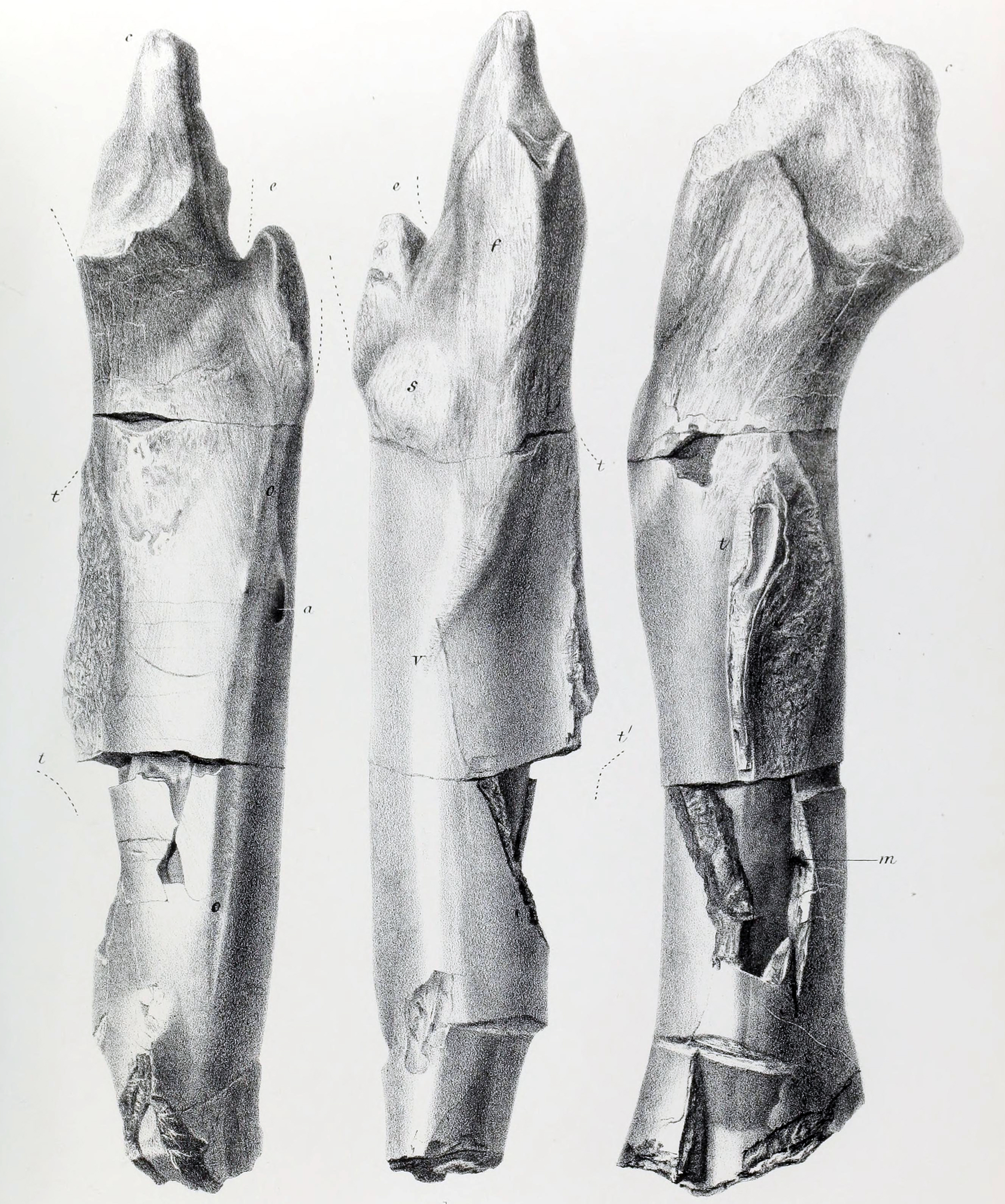
Litografia del femore assegnato

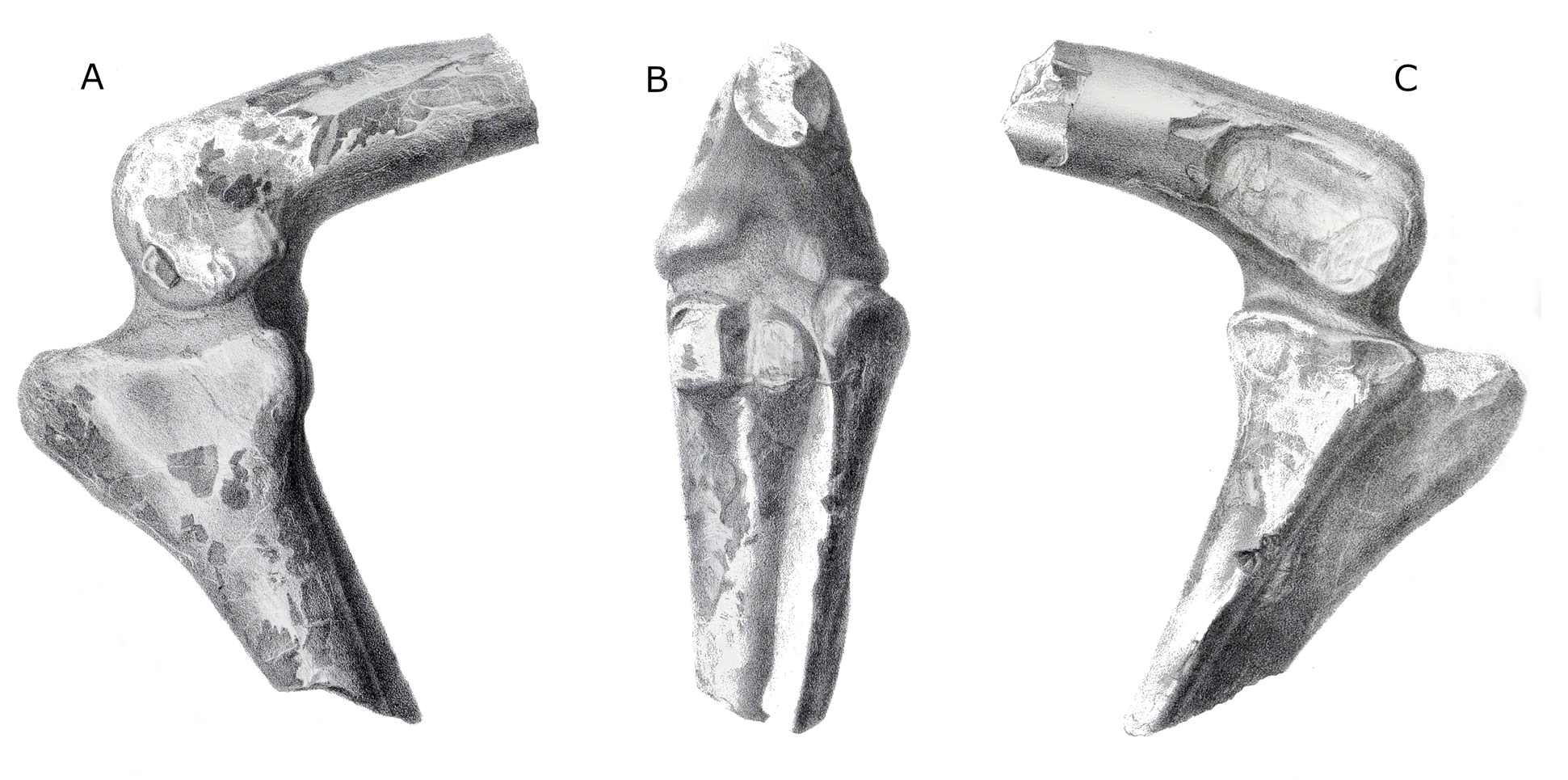
Illustrazione dell'olotipo articolato, incluso il perone mancante

Le prime revisioni del materiale fossile suggerirono affinità con i celofisoidi, i tetanuri e i ceratosauri. Mentre gli esemplari NHMUK 39496 e GSM 109560 mancano di sovrapposizione anatomica, la loro scoperta nella stessa unità stratigrafica, insieme a dimensioni e proporzioni simili, suggerisce che appartengano allo stesso taxon, distinto dalle forme precedenti e dai taxa contemporanei, come Dracoraptor e Sarcosaurus. Utilizzando una versione modificata del set di dati filogenetici di Baron et al. (2017), Dornraptor è stato recuperato come un teropode averostro a ramificazione precoce in una politomia con Elaphrosaurus, Cryolophosaurus e il clade contenente Allosaurus e Piatnitzkysaurus. Questo clade è stato recuperato come gruppo gemello di un clade contenente i ceratosauri Eoabelisaurus e Ceratosaurus. Questi risultati sono visualizzati nel cladogramma sottostante, con Dornraptor e i contemporanei Dracoraptor e Sarcosaurus non-averostri in grassetto:
|  | Liliensternus  |
|  |                |
|  | Lophostropheus |
|  |                |

|  | Procompsognathus |
|  |                  |
|  | Coelophysis      |
|  |                  |

|  | 'Syntarsus' |
|  |             |
|  | Dracoraptor |
|  |             |

|  | Eoabelisaurus |
|  |               |
|  | Ceratosaurus  |
|  |               |

|  | Dornraptor                                                      |
|  |                                                                 |
|  | Elaphrosaurus                                                   |
|  |                                                                 |
|  | Cryolophosaurus                                                 |
|  |                                                                 |
|  | \| \| Allosaurus \| \| \| \| \| \| Piatnitzkysaurus \| \| \| \| |
|  |                                                                 |
|  | Allosaurus                                                      |
|  |                                                                 |
|  | Piatnitzkysaurus                                                |
|  |                                                                 |

|  | Allosaurus       |
|  |                  |
|  | Piatnitzkysaurus |
|  |                  |

|  | Eoabelisaurus |
|  |               |
|  | Ceratosaurus  |
|  |               |

|  | Dornraptor                                                      |
|  |                                                                 |
|  | Elaphrosaurus                                                   |
|  |                                                                 |
|  | Cryolophosaurus                                                 |
|  |                                                                 |
|  | \| \| Allosaurus \| \| \| \| \| \| Piatnitzkysaurus \| \| \| \| |
|  |                                                                 |
|  | Allosaurus                                                      |
|  |                                                                 |
|  | Piatnitzkysaurus                                                |
|  |                                                                 |

|  | Allosaurus       |
|  |                  |
|  | Piatnitzkysaurus |
|  |                  |

|  | Eoabelisaurus |
|  |               |
|  | Ceratosaurus  |
|  |               |

|  | Dornraptor                                                      |
|  |                                                                 |
|  | Elaphrosaurus                                                   |
|  |                                                                 |
|  | Cryolophosaurus                                                 |
|  |                                                                 |
|  | \| \| Allosaurus \| \| \| \| \| \| Piatnitzkysaurus \| \| \| \| |
|  |                                                                 |
|  | Allosaurus                                                      |
|  |                                                                 |
|  | Piatnitzkysaurus                                                |
|  |                                                                 |

|  | Allosaurus       |
|  |                  |
|  | Piatnitzkysaurus |
|  |                  |

|  | Eoabelisaurus |
|  |               |
|  | Ceratosaurus  |
|  |               |

|  | Dornraptor                                                      |
|  |                                                                 |
|  | Elaphrosaurus                                                   |
|  |                                                                 |
|  | Cryolophosaurus                                                 |
|  |                                                                 |
|  | \| \| Allosaurus \| \| \| \| \| \| Piatnitzkysaurus \| \| \| \| |
|  |                                                                 |
|  | Allosaurus                                                      |
|  |                                                                 |
|  | Piatnitzkysaurus                                                |
|  |                                                                 |

|  | Allosaurus       |
|  |                  |
|  | Piatnitzkysaurus |
|  |                  |

|  | Liliensternus  |
|  |                |
|  | Lophostropheus |
|  |                |

|  | Procompsognathus |
|  |                  |
|  | Coelophysis      |
|  |                  |

|  | 'Syntarsus' |
|  |             |
|  | Dracoraptor |
|  |             |

|  | Eoabelisaurus |
|  |               |
|  | Ceratosaurus  |
|  |               |

|  | Dornraptor                                                      |
|  |                                                                 |
|  | Elaphrosaurus                                                   |
|  |                                                                 |
|  | Cryolophosaurus                                                 |
|  |                                                                 |
|  | \| \| Allosaurus \| \| \| \| \| \| Piatnitzkysaurus \| \| \| \| |
|  |                                                                 |
|  | Allosaurus                                                      |
|  |                                                                 |
|  | Piatnitzkysaurus                                                |
|  |                                                                 |

|  | Allosaurus       |
|  |                  |
|  | Piatnitzkysaurus |
|  |                  |

|  | Eoabelisaurus |
|  |               |
|  | Ceratosaurus  |
|  |               |

|  | Dornraptor                                                      |
|  |                                                                 |
|  | Elaphrosaurus                                                   |
|  |                                                                 |
|  | Cryolophosaurus                                                 |
|  |                                                                 |
|  | \| \| Allosaurus \| \| \| \| \| \| Piatnitzkysaurus \| \| \| \| |
|  |                                                                 |
|  | Allosaurus                                                      |
|  |                                                                 |
|  | Piatnitzkysaurus                                                |
|  |                                                                 |

|  | Allosaurus       |
|  |                  |
|  | Piatnitzkysaurus |
|  |                  |

|  | Eoabelisaurus |
|  |               |
|  | Ceratosaurus  |
|  |               |

|  | Dornraptor                                                      |
|  |                                                                 |
|  | Elaphrosaurus                                                   |
|  |                                                                 |
|  | Cryolophosaurus                                                 |
|  |                                                                 |
|  | \| \| Allosaurus \| \| \| \| \| \| Piatnitzkysaurus \| \| \| \| |
|  |                                                                 |
|  | Allosaurus                                                      |
|  |                                                                 |
|  | Piatnitzkysaurus                                                |
|  |                                                                 |

|  | Allosaurus       |
|  |                  |
|  | Piatnitzkysaurus |
|  |                  |

|  | Eoabelisaurus |
|  |               |
|  | Ceratosaurus  |
|  |               |

|  | Dornraptor                                                      |
|  |                                                                 |
|  | Elaphrosaurus                                                   |
|  |                                                                 |
|  | Cryolophosaurus                                                 |
|  |                                                                 |
|  | \| \| Allosaurus \| \| \| \| \| \| Piatnitzkysaurus \| \| \| \| |
|  |                                                                 |
|  | Allosaurus                                                      |
|  |                                                                 |
|  | Piatnitzkysaurus                                                |
|  |                                                                 |

|  | Allosaurus       |
|  |                  |
|  | Piatnitzkysaurus |
|  |                  |

Il punteggio di Dornraptor in altre matrici ha portato anche al suo posizionamento in varie posizioni basali all'interno di Averostra, al di fuori dei principali cladi Abelisauroidea e Coelurosauria.
In seguito alla descrizione formale di Dornraptor, Mickey Mortimer ne ha discusso sul blog Theropod Database, notando che alcuni dei caratteri utilizzati dai ricercatori per escludere affinità tetanure per l'olotipo si trovano in alcuni membri basali di questo clade, come Chuandongocoelurus, Dubreuillosaurus ed Eustreptospondylus. Una caratteristica definitiva, la cresta fibulare bulbosa, supporta Dornraptor come tetanuro, poiché questa caratteristica si trova anche nei generi Megalosaurus, Piatnitzkysaurus e Sinraptor. Il femore a cui si fa riferimento è simile a quello di Dilophosaurus, Liliensternus, ceratosauri e tetanuri, suggerendo che derivi da un ceratosauro gracile o da un tetanuro.

## Paleoecologia

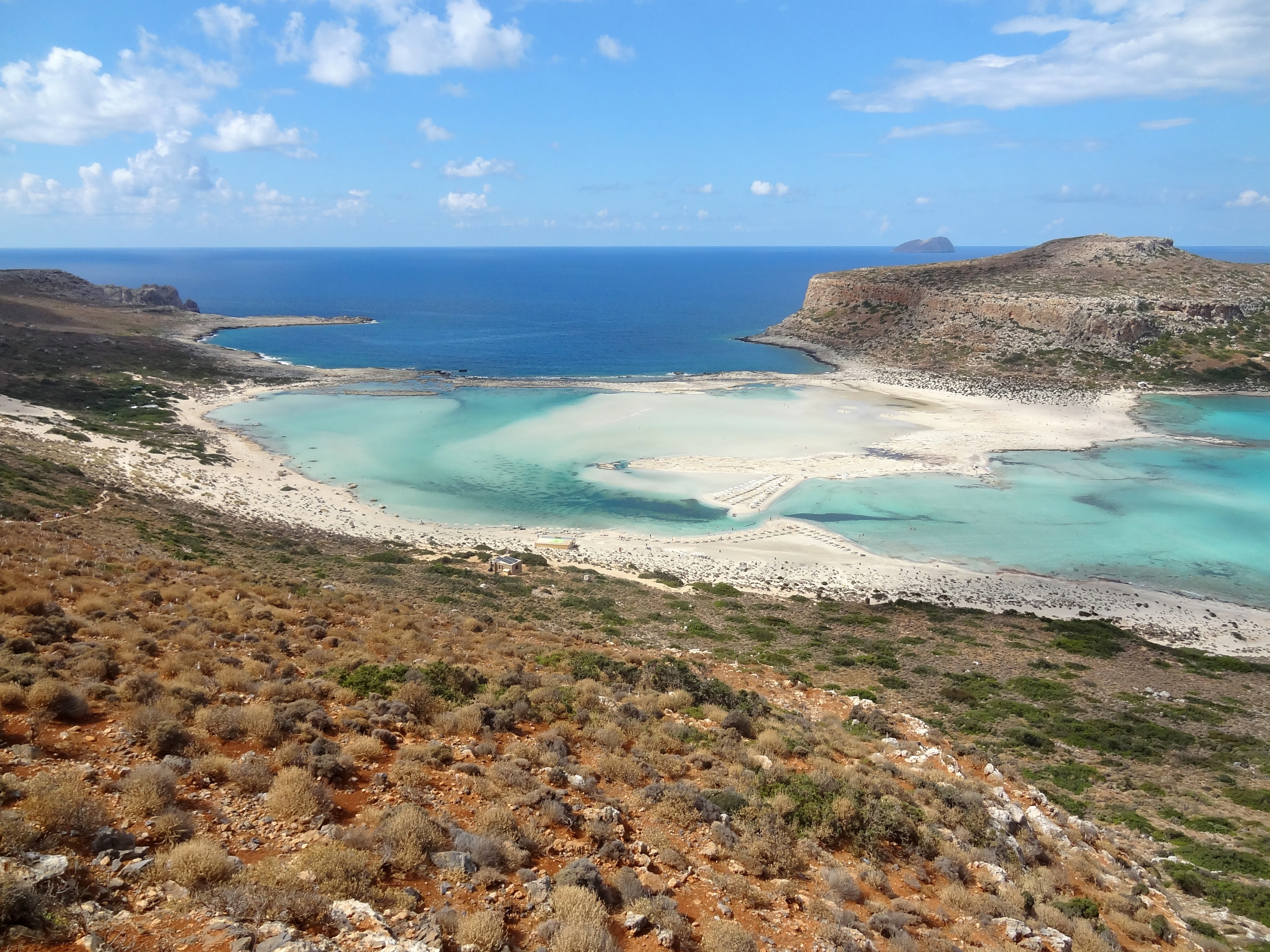
Le masse continentali emerse adiacenti ai sedimenti marini in cui sono stati ritrovati i materiali fossili di D. normani erano ambienti aridi o semiaridi, simili alle moderne isole mediterranee

La formazione di Charmouth Mudstone e la sottostante Blue Lias erano per lo più ambienti marini poco profondi, con entrambe le formazioni contenenti un'ampia varietà di fossili marini, tra cui varie ammoniti, belemniti, crinoidi, molluschi e crostacei. I vertebrati marini ritrovati in questa formazione includono ittiosauri, plesiosauri e talattosuchi. Occasionalmente, vengono trovati rari piccoli pezzi di legno fossilizzato. Le masse continentali interne erano un arcipelago di grandi isole ereditate dai massicci caledoniani e variscani, dove l'area del Dorset faceva parte del bacino del Wessex, delimitato dai massicci londinese-brabante, armoricano, cornubiano e gallese, diviso in sottobacini da faglie est-ovest che erano la fonte di materiale silicoclastico, come registrato in fori di trivellazione coevi. Il bacino si è depositato sul blocco di faglia alta del Mid-Dorset. Generalmente nel Giurassico inferiore si è verificata una trasgressione marina regionale e globale, che ha coperto l'Europa nord-occidentale con un mare poco profondo, punteggiato da variazioni minori del livello del mare, localmente guidate da un mix di spostamenti globali del livello del mare e movimenti geologici locali. Il livello del mare aumentò durante il Sinemuriano inferiore (zone turneri e raricostatum) e diminuì durante il Sinemuriano superiore (zone obtusum e oxynotum) sulla piattaforma di Londra, al momento del recupero di Dornraptor e di altri dinosauri.

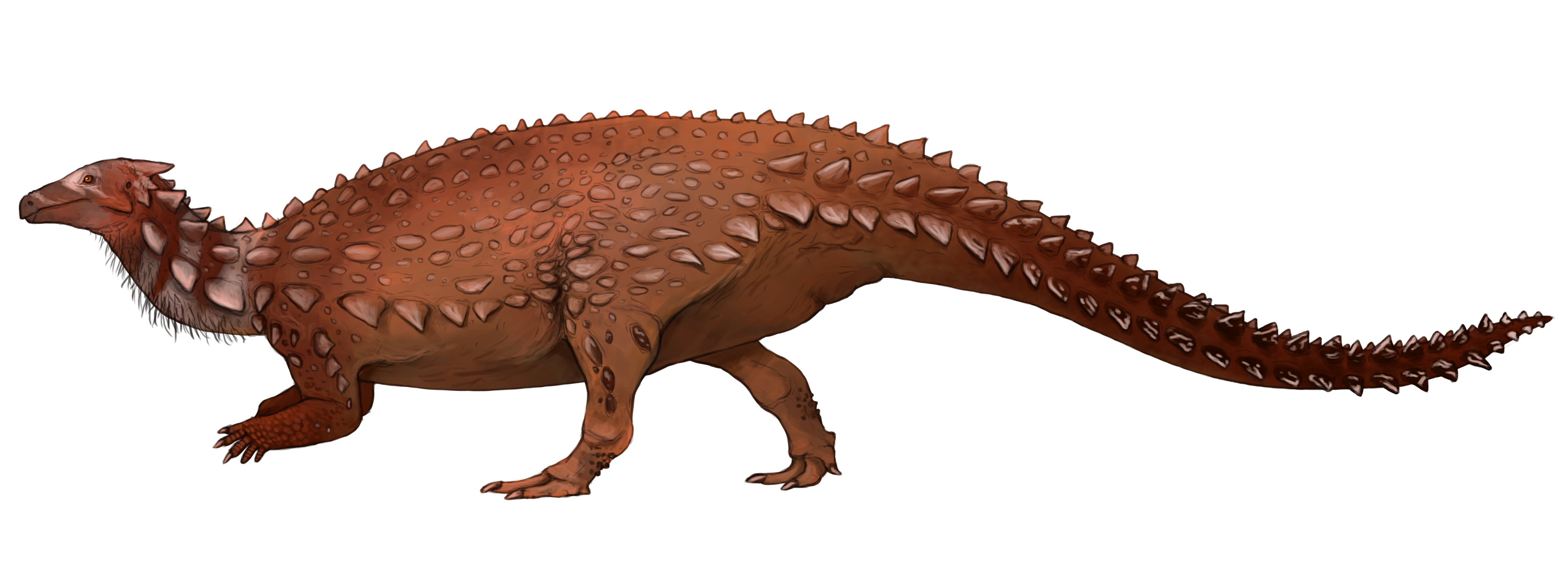
Ricostruzione artistica del coevo Scelidosaurus

Altri dinosauri della località includono il noto tyreophoro Scelidosaurus, così come resti di teropodi indeterminati che suggeriscono taxa più piccoli delle dimensioni di Coelophysis, con Dornraptor che probabilmente rappresentava il superpredatore terrestre del suo ambiente. Altri taxa terrestri includono lo pterosauro Dimorphodon, così come il sinapside Oligokyphus. La formazione ospitava anche un gran varietà di insetti, composta da coleotteri, blattodei, libellule, cavallette, ecc. La flora includeva membri delle Bennettitales, Corystospermaceae e conifere. La palinologia indica la presenza di taxa come le "felci da seme" Alisporites, le "cicadofite" Chasmatosporites e le conifere dominanti hirmeriellaceae Corollina e Classopollis, suggerendo ambienti aridi o semiaridi, solitamente paragonati alle moderne isole mediterranee.